# Семейство Мейзга
„Семейство Мейзга“ (на унгарски: Mézga család) е унгарски анимационен сериал, създаден от студио „Панония филм“ в периода между 1968 и 1978 г. Състои се от три сезона с по 13 серии. През 2004 г. студиото „Екс-Ист“ подготвя нова серия, в която семейството се запознава с компютрите и Интернет.
Сценариите са писани от Йожеф Ромхани и Йожеф Неп, който е и режисьор на поредицата. Тя се оказва изключително популярна и се излъчва в много страни като България, Чехословакия, Италия, ФРГ, ГДР и други.

## Епизоди
- Първи сезон: „Невероятните приключения на семейство Мейзга“
- Втори сезон: „Невероятните приключения на Аладар“
- Трети сезон: „Семейство Мейзга във ваканция“

## Герои

### Главни герои

#### Гейза Мейзга
Баща на Аладар и Криста и съпруг на Паула. Добродушен и конформист, тип „дребният човечец“, кротичко работлив, той слуша жена си и трепери пред шефа си. Във втория сезон „Приключенията на Аладар“ се опитва да внуши на сина си да не прави опити в апартамента им, защото често стават грешки, нещо се разрушава или се вдига шум. Съответно, съседът им Мариш идва и вдига скандали.

#### Паула Мейзга
Съпруга на Гейза и майка на Аладар и Криста. Девизът ѝ е „Вкъщи се слуша моят глас!“. Не твърде интелигиентна и често капризна, тя очаква мъжът ѝ да решава всичките проблеми на семейството, и често го кори, ако не се справя добре. Често въздиша по Пища Хуфнагел – неин ухажор от моминските ѝ години.

#### Криста Мейзга
Дъщеря на Паула и Гейза Мейзга и по-голяма сестра на Аладар. Обожава котката си Мафия. Не се справя особено добре с ученето, и често моли изобретателното си братче за помощ (която по правило не получава).

#### Аладар Мейзга
Син на Паула и Гейза Мейзга и по-малък брат на Криста. Дете-гений, той в първия цикъл сглобява устройството за връзка с бъдещето (по погрешка – искал е да направи радиопредавател), във втория сезон научава кучето им Бльоки да говори и си прави надуваем космически кораб от гума, с който всяка нощ посещава различни планети. Справя се великолепно с всякаква техника (включително ако никога преди не е виждал нищо подобно). Девизът му е: „Дай левче, и ще ти кажа.“

### Второстепенни герои

#### Съседът Мариш
Д-р Отокар Мариш („мариш“ – máris – на унгарски език значи „веднага“) живее на етажа под семейство Мейзга. Раздразнителен и саможив, състоятелен, знае английски език. Мейзга ходят да гледат при него телевизия (ако техният телевизор е повреден) и вземат назаем количката му за сервиране (за да я използват като импровизирано ремарке към колата). В третия цикъл го вземат със себе си на пътешествие до Австралия, като преводач.

#### Емзеперикс (MZ/X)
Прапрапрапраправнук на семейство Мейзга. В първия цикъл те осъществяват през времето връзка с него чрез апарат, направен (по погрешка) от Аладар. За да им помогне, той им изпраща различни апарати и химикали от бъдещето, които обаче само объркват живота им още повече.

#### Бльоки
Кучето на семейство Мейзга. Аладар го използва за какво ли не (например за заземяване на апарата за връзка през времето). Във втория цикъл се научава да говори и става партньор на Аладар в космическите срещи и приключения. (В един епизод на първия също го прави, след като изпива еликсир за интелигентност.)

#### Мафия
Котката на семейство Мейзга. Любимец на Криста.

#### Пища Хуфнагел
Бил е влюбен в Паула като млад. В първия цикъл (в първоначалното озвучаване на български от 70-те години) всеки филм завършва с думите на Паула: „Ах, защо не се ожених за Пища Хуфнагел!?“ В третия цикъл той поканва семейството в Австралия. Когато те пристигат там, се оказва, че той е мошеник, и ги е зарязал измамени и без нито стотинка. Опитвайки се да се върнат у дома, те минават през къде ли не (например Южния полюс), а Пища непрекъснато ги следва и проваля надеждите им. Малко преди да се приберат, той обира апартамента им. Точно в края на трети сезон, когато цялата фамилия се завръща в опразнения апартамент Паула изрича молитва, в която тя се надява все пак, че нейният Пища ще се върне за тях.

## „Семейство Мейзга“ в България
Сериалът се излъчва в България през първата половина на 70-те години на 20 век по Българската телевизия и е озвучен на български. Екипът се състои от:
| Озвучаващи артисти | з.а. Люба Алексиева з.а. Надя Топалова Лилия Райнова Хари Тороманов Коста Карагеоргиев Васил Бъчваров |

По-късно озвучаващия състав бива сменен. Новият екип се състои от:
| Превод              | Мария Герасимова                                                              |
| Редактор            | Лукреция Ганчовска                                                            |
| Тонрежисьор         | Жозефина Казанджиева                                                          |
| Режисьор на дублажа | Невена Христова                                                               |
| Озвучаващи артисти  | з.а. Надя Топалова Райна Петрова Веска Фикова Димитър Шарков Георги Джубрилов |

На 3 септември 2007 г. започна повторно излъчване като част от детската програма на Диема Фемили всеки делничен ден от 17:00 през първите две седмици, а после от 17:05, с ново озвучаване на български. Излъчени са и трите сезона. Дублажът е на студио Доли. Екипът се състои от:
| Преводач           | Ержи Марковска                                            |
| Тонрежисьори       | Илиян Апостолов Андрей Великов Евгений Манев              |
| Озвучаващи артисти | Ася Братанова Вилма Карталска Стефан Димитриев Иван Танев |